# Такелот (жрець Птаха)
Такелот (*д/н — 810 до н. е.) — давньоєгипетський діяч, верховний жрець Птаха в Мемфісі.

## Життєпис
Походив з XXII династії. Син Шешонка II, верховного жерця Птаха. Ймовірно, коли його батько став співволодарем Осоркона II, то Такелота було призначено головним очільником Ма, тобто командувачем області навколо Мемфісу.
Оженивс яна зведеній стрийні. Втім після смерті батька близько 851 року до н. е. через недостатністьвіку не зміг обійняти посаду верховного жерця Птаха. Це вдалося лише близько 830 року після смерті Мернептаха.
Зміг ще більше зміцнити владу свого роду на Мемфіським регіоном та серед давньоєгипетського жрецтва. Помер близько 810 року до н. е. На посаді йому спадкував син Падіесет.
Поховано поруч з батьком в некрополі біля храму Птаха в Мемфісі. Знайдено 1942 року єгипетським єгиптологом Ахмедом Бадаві. В поховані такелота було знайдено більше 100 ушебті.

## Родина
Дружина — Тжесбастперет, донька фараона Осоркона II
Діти:
- Падіесет, верховний жрець Птаха
- Джедбастетесанкх, дружина фараона Шешонка III